# Pieve di Santa Maria (Grosseto)
La pieve di Santa Maria, storicamente nota anche come chiesa di Santa Maria Assunta, era un edificio religioso situato a Grosseto.
Il perduto luogo di culto è stato identificato con il nucleo originario della cattedrale di San Lorenzo, per la cui costruzione, che ebbe inizio nel 1294, fu necessaria la demolizione della pieve.

## Storia
Di origini alto-medievali, la chiesa risultava già essere una pieve autonoma agli esordi del XI secolo, come accertato in un documento datato 1015 in cui viene attestato già in quella data lo svolgimento delle funzioni plebane per l'intera città di Grosseto, ancora priva di cattedra vescovile. Nel 1138 il trasferimento della sede diocesana da Roselle a Grosseto fece sì che la pieve divenisse temporaneamente la cattedrale, apparendo da allora come "Opera di Santa Maria" – in riferimento al cantiere per l'edificazione della nuova chiesa madre, e venendo citata ancora come pieve cittadina nelle Rationes Decimarum del 1275-1276.
Alla fine del XIII secolo, a partire dal 1294 come ricordato da una lapide apposta sul duomo, furono iniziati i lavori di ricostruzione ed ampliamento dell'antica chiesa, non più sufficiente come cattedrale per lo svolgimento delle funzioni religiose: la costruzione della nuova cattedrale, che presto sarà dedicata a san Lorenzo, comportò la necessità di demolire il preesistente luogo di culto plebano. Della pieve di Santa Maria, di cui si sono perse completamente le tracce a seguito della sua demolizione, è stata ipotizzata la sua esatta ubicazione nell'area che si estendeva tra il campanile e l'abside della cattedrale.